# 小行星3331
小行星3331（3331 Kvistaberg）是一颗围绕太阳公转的小行星。1979年8月22日，克拉斯-英格瓦·拉格爾科維斯特在拉西拉天文台发现了此天体。
这颗小行星的绝对星等为305.0321021599117等。